# Díptico de la Anunciación
La Anunciación o Altar Orsini es un díptico obra del pintor italiano Simone Martini. Está realizado en temple sobre madera, y fue pintado en 1333. Cada una de sus dos tablas mide 23,5 cm de alto y 14,5 cm de ancho. Se exhibe actualmente en el Real Museo de Bellas Artes de Amberes.

## Historia
Esta obra llegó al Real Museo de Bellas Artes de Amberes por el burgomaestre Florent van Ertborn, junto a otras dos pinturas de Simone Martini.

## Análisis del cuadro
Este Díptico está formado por dos tablas. En la de la izquierda está representado el Ángel y en la derecha, la Virgen.
Están realizados con la misma técnica, temple sobre madera, y las dos tablas miden lo mismo: 23,5 × 14,5 cm. 
El ángel está arrodillado, anunciando a María que será madre. En este punto utiliza la técnica del esgrafiado sobre el fondo de oro, para que las alas parezcan realmente de pluma.
La Virgen María recibe la noticia con recogimiento. Esta obra de pequeño tamaño permite, sin embargo, apreciar el dibujo de Simone Martini y su destacado colorido, típico del autor: la Virgen, sentada sobre un trono dorado, lleva un vestido rojo y un manto de intenso azul con los bordes de oro. 
Las carnaciones se modelan a partir del "verdaccio", preparación de tonalidad verdosa sobre la que se pinta a pequeñas pinceladas de tonos oscuros y luminosos. Los mantos se dibujan con pliegues, en oro, según la tradición de la "maniera grieca".
Tanto la figura de la Virgen como la del ángel se recortan sobre un fondo típicamente dorado. Los bordes laterales y superior se adornaron a punzón con una cenefa de rosetas y motivos ojivales, creando así una arquitectura gótica que enmarca la escena. 

## Otras Anunciaciones
El tema de la Anunciación fue muy trabajado por Simone Martini. Representa a las Vírgenes con un gesto muy característico, de sorpresa, temor y recato. Así puede verse en la Anunciación de los Uffizi. 

Anunciación, 1333, Galleria degli Uffizi, Florencia
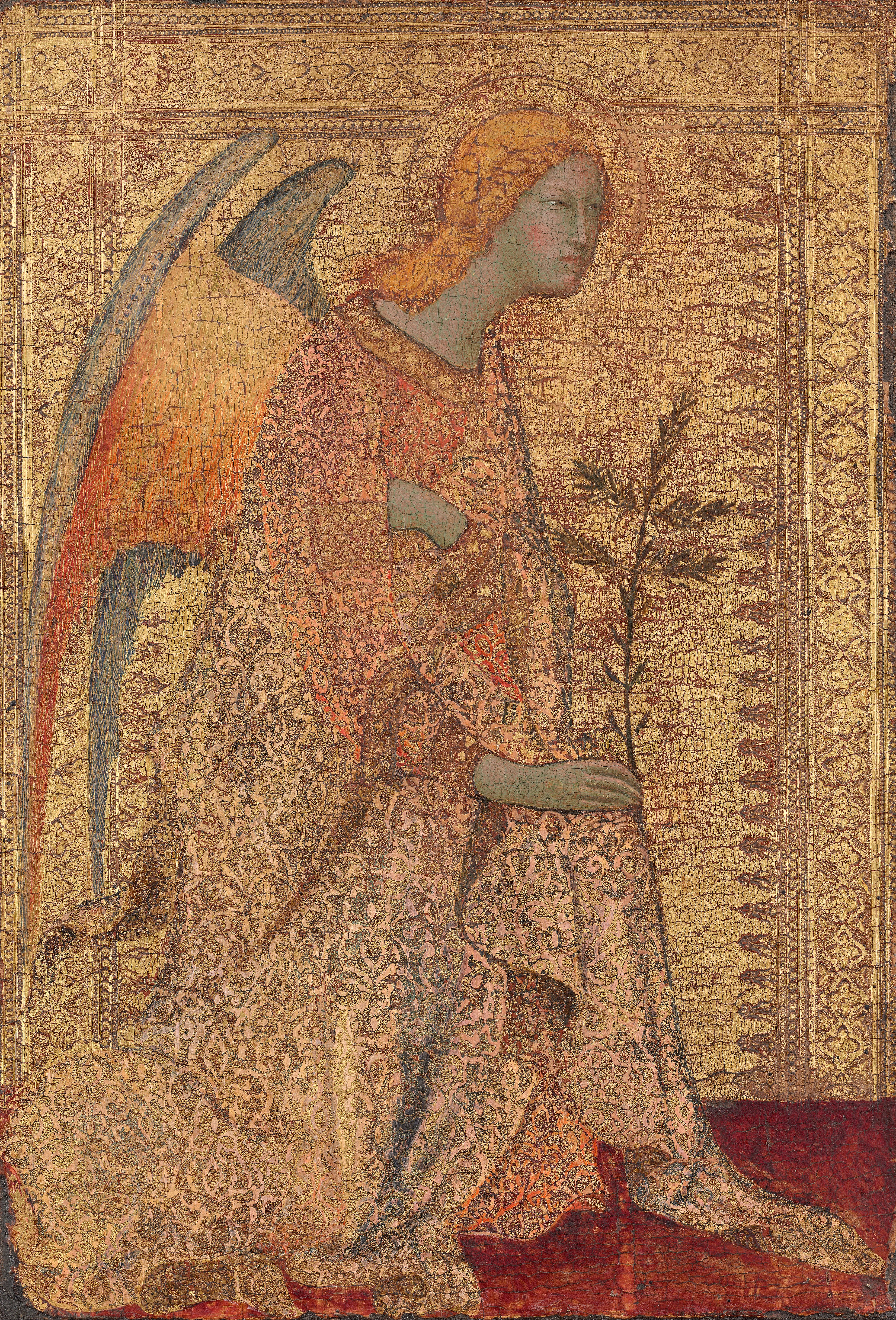
Anunciación, h. 1330, temple sobre tabla,  National Gallery of Art, Washington
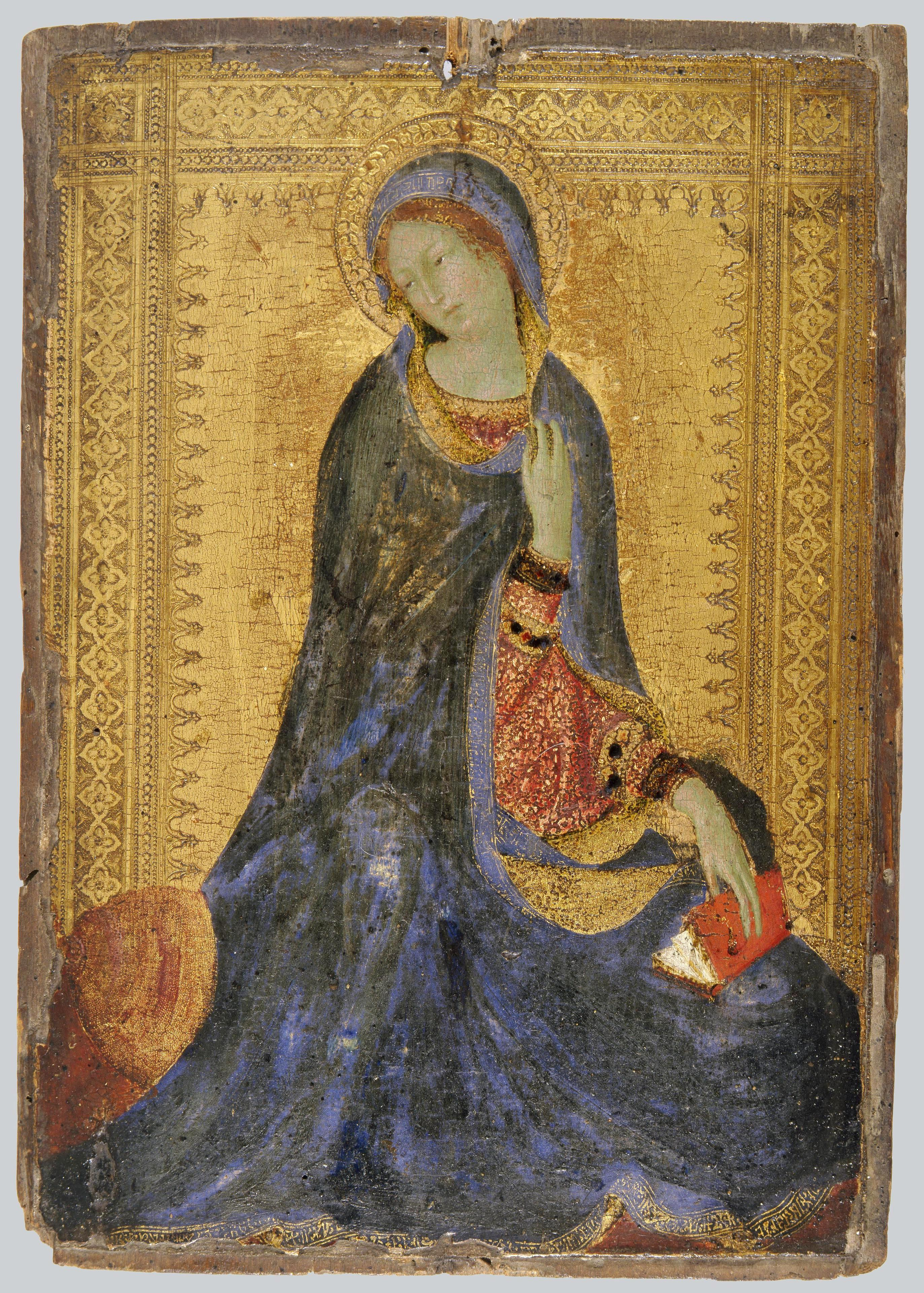
Anunciación, h. 1330, temple sobre tabla, Ermitage, San Petersburgo